# Ernesto Pereira Lopes
Ernesto Pereira Lopes GCC • GCIH (São Paulo, 29 de março de 1905 — São Carlos, 31 de julho de 1993) foi um médico, industrial, fazendeiro, pecuarista e político brasileiro. Era radicado na cidade de São Carlos.

## Biografia
Casado com Aracy Leite, que com o casamento passou a assinar como Aracy Leite Pereira Lopes, tendo dessa união cinco filhos: Ernesto Filho, Francisco, Luís, José Carlos, e Regina Maria. Seus estudos iniciaram na Escola-Modelo de São Caetano, de ensino fundamental e no Ginásio do Estado, de ensino médio. Formou-se em medicina na Faculdade de Medicina de São Paulo. Começou a clinicar em São Carlos. Participou da Revolução Constitucionalista de 1932, alcançando a patente de primeiro-tenente de infantaria.
Começou a carreira política em 1935 quando se elegeu vereador e presidente da Câmara Municipal de São Carlos, interior de São Paulo, pelo Partido Democrático (1930). Com o advento do Estado Novo em 1937 todas as casas legislativas do Brasil foram fechadas até 1945. Neste período, transfere seu consultório para São Paulo e assume como professor catedrático da cadeira de clínica médica na faculdade onde se formou.
Foi empresário do ramo industrial, quando em 1942, em sociedade com seus três irmãos, fundaram as Indústrias Pereira Lopes (IPL), uma empresa produtora e comercializadora de motores elétricos, que mais tarde passou a fabricar fogões e geladeiras, instalado na primeira fábrica de geladeiras da América do Sul em São Carlos; médico e cientista foi um dos fundadores da Universidade Federal de São Carlos - UFSCar, e um dos responsáveis pelo campus da Universidade de São Paulo, na Cidade de São Carlos. Fez parte da primeira diretoria da Delegacia Regional da CIESP (Centro das Indústrias do Estado de São Paulo) em São Carlos desde sua fundação em 19 de junho de 1949. Também foi proprietário do jornal Correio de São Carlos.
Já filiado à União Democrática Nacional (UDN), foi eleito deputado estadual em São Paulo em 1947. Nesta época, fez carreira no seu próprio partido, chegando a líder de bancada, secretário (1948) e presidente (1951) do diretório estadual. Em 1950 foi eleito deputado federal, até 1954, sendo eleito novamente em 1958 e reeleito por diversas legislaturas.
Já filiado à Aliança Renovadora Nacional (ARENA), foi eleito em 1966 com 27.951 votos, sendo reeleito em 1970 com 40.107 votos. Em fevereiro de 1971 foi eleito presidente da Câmara dos Deputados, cargo que exerceu até dezembro de 1972, sendo substituído por Flávio Marcílio.
Pelo fato de não existir vice-presidente, chegou a Presidente interino da República por 102 dias. A 25 de Julho de 1972 foi agraciado com a Grã-Cruz da Ordem do Infante D. Henrique e a 26 de Julho de 1973 foi agraciado com a Grã-Cruz da Ordem Militar de Cristo de Portugal. Se retirou da vida pública em 1975, se dedicando exclusivamente as atividades de suas empresas.
Em sua homenagem foi dado o seu nome em uma rua de São Carlos e um busto colocado no saguão do Paço Municipal da mesma cidade, nas comemorações de 156 anos da cidade.